# Henriette von Oberkirch
Henriette von Oberkirch, känd bara som baronessan d'Oberkirch, född 1754, död 1803, var en fransk memoarskrivare. 
Hon var dotter till baron, senare greve, Franz Ludwig Waldner von Freundstein (1710-1788) och Wilhelmine Auguste von Berckheim zu Rappoltsweiler (1732-1757). Hon gifte sig 1776 med baron Siegfried von Oberkirch. Hon levde i det tyskspråkiga Elsass som tillhörde Frankrike. 
Hennes memoarer, som beskriver hennes liv 1770-1789, publicerades postumt av hennes barnbarn greve Léon de Montbrison.